# Кипар на Светском првенству у атлетици у дворани 2014.
Кипар је на Светском првенству у атлетици у дворани 2014. одржаном у Сопоту од 7. до 9. марта учествовао четрнаести пут. Репрезентацију Кипра представљала је једна атлетичарка, која се такмичила у трци на 60 метара.,
На овом првенству Кипар није освојио ниједну медаљу. Није било нових националних, личних и рекорда сезоне.

## Учесници
Жене:
- Рамона Папајоану — 60 м

## Резултати

### Жене
| Атлетичарка      | Дисциплина | Лични рекорд | Квалификација | Квалификација | Полуфинале            | Полуфинале            | Финале                | Финале  | Детаљи |
| Атлетичарка      | Дисциплина | Лични рекорд | Резултат      | Место         | Резултат              | Место                 | Резултат              | Место   | Детаљи |
| ---------------- | ---------- | ------------ | ------------- | ------------- | --------------------- | --------------------- | --------------------- | ------- | ------ |
| Рамона Папајоану | 60 м       | 7,33 НР      | 7,43          | 4. у гр. 5    | Није се квалификовала | Није се квалификовала | Није се квалификовала | 30 / 43 |        |